# Ivar Formo

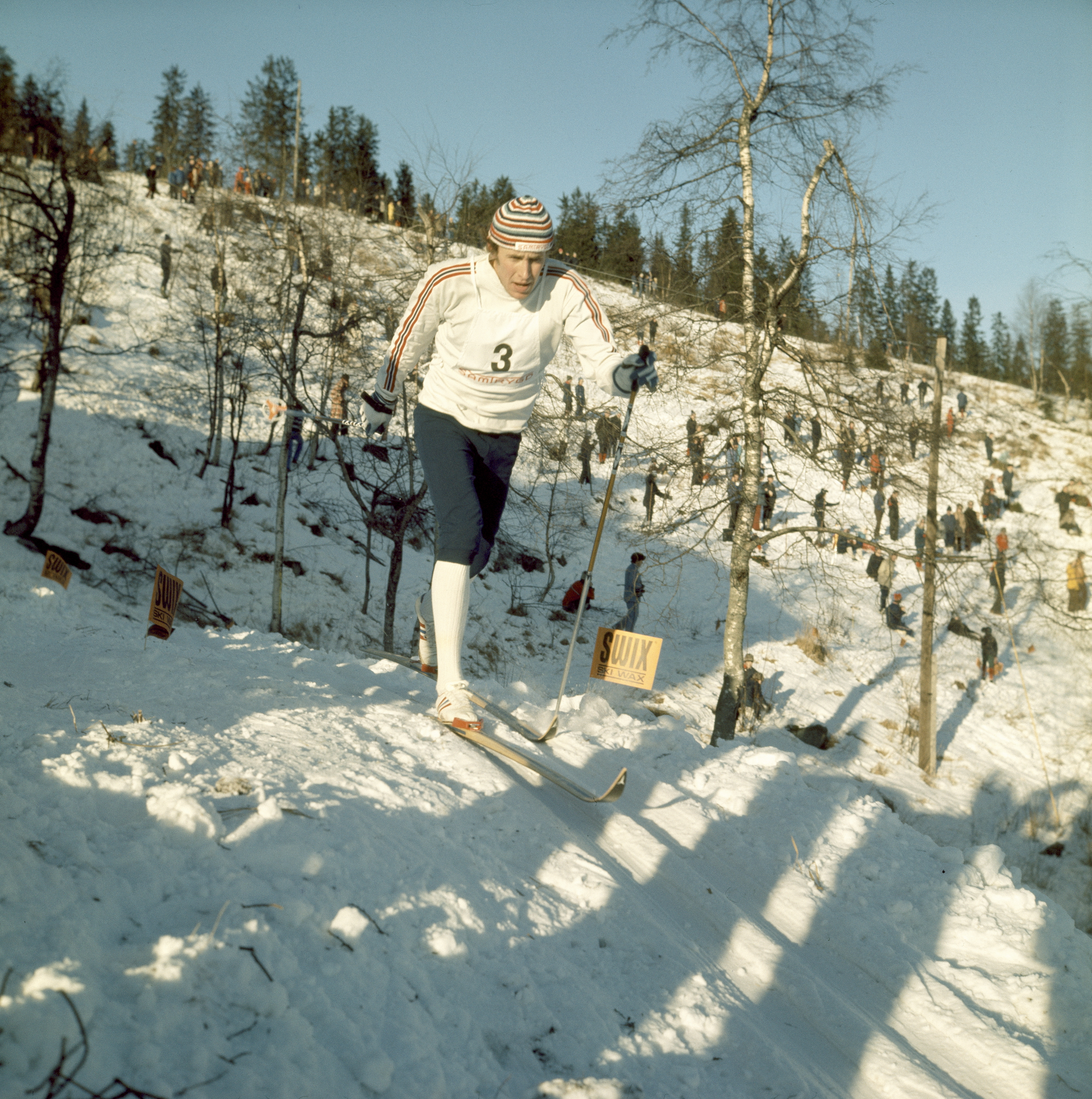
Ivar Formo

Ivar Formo (* 24. Juni 1951 in Oslo; † 26. Dezember 2006 im Waldgebiet Nordmarka bei Oslo) war ein norwegischer Skilangläufer.

## Leben und Karriere
Bei den Olympischen Winterspielen 1972 in Sapporo gewann er über 15 km Bronze und mit der 4 × 10-km-Staffel die Silbermedaille. 1976 in Innsbruck gewann er nochmals olympisches Silber mit der 4 × 10-km-Staffel und wurde Olympiasieger über 50 km. Darüber hinaus gewann er mit der Staffel 1974 in Falun und 1978 in Lahti jeweils WM-Bronze. Die Saison 1973/74 beendete er als Sieger des erstmals ausgetragenen, damals noch inoffiziellen Skilanglauf-Weltcups. 1975 wurde er mit der Holmenkollen-Medaille geehrt.
Formo war auch im Orientierungslauf erfolgreich und gewann bei den Weltmeisterschaften 1974 die Bronzemedaille mit der Staffel.
1976 gewann er die Wahl zu Norwegens Sportler des Jahres sowie die Morgenbladet-Goldmedaille.
Nach seiner Sportkarriere war er Sprecher der Bergen Bank.
Ivar Formo brach bei einer Schlittschuhtour am 26. Dezember 2006 auf dem See Store-Sandungen im Eis ein und ertrank.